# Parque Nacional Cavernas do Peruaçu
O Parque Nacional Cavernas do Peruaçu é reconhecido como Patrimônio Mundial Natural da Humanidade pela UNESCO, na 47 sessão do Comitê de Patrimônio Mundial, realizada em Paris, no dia 13 de julho de 2025. Estabelecido como uma Unidade de conservação em 21 de setembro de 1999, o Parque Nacional Cavernas do Peruaçu abriga mais de 2000 espécies de plantas e animais, sendo muitos deles em extinção. Com uma área de 56 448,32 ha, ocupando áreas nos municípios de Januária, Itacarambi e São João das Missões na região norte de Minas Gerais, o parque arqueológico têm fácil acesso, com estradas pavimentadas e em boas condições para chegar até a sua sede.  Abriga mais de 140 cavernas, mais de 80 sítios arqueológicos e pinturas rupestres, além da tribo indígena dos Xakriabás. Também é deste período, o registro de pinturas nas grutas e cavernas locais.

## Origem
A origem data de milhões de anos, ainda quando parte do Brasil estava submersa pelas águas de um mar interior e que com a elevação do nível da Terra fez secar esta água. Este processo deixou inteiros grandes maciços de calcário que hoje abrigam milhares de cavernas espalhadas pelo Brasil. O Rio Peruaçu, um dos afluentes do Rio São Francisco, teve seu curso natural fechado por um desses maciços e com o tempo a ação erosiva das águas foi esculpindo o calcário, em busca de uma saída.
A ação do tempo resultou num conjunto de cavernas, muitas ainda virgens, que tem atraído espeleólogos em busca de grutas ainda não catalogadas.  A visitação pública deve ser feita com muito cuidado para não danificar os espeleotemas que levaram milhões de anos para se formarem.

## Visitação
As regiões e itens principais de interesse para visitação são as cavernas e pinturas rupestres ali existentes e preservadas.
Dentre as atrações destaca-se a Gruta do Janelão.
A visitação ao parque é obrigatoriamente feita por guias cadastrados junto ao ICMBio e possui restrição de quantidade de pessoas.